# 高雄市公車橘12路
高雄市公車橘12路，由高雄客運營運，起點為中崙，終點為高雄長庚醫院。
另有區間車路線，起點為捷運鳳山西站，終點為鳳新高中。

## 歷史
- 2009年11月21日正式營運，原高雄縣捷運接駁公車（J寶公車）橘67路。[3][4]
- 2011年1月1日，因縣市合併，本路線納入高雄市公車。[5]
- 2012年7月1日編號更改為「橘12」。
- 2013年12月30日配合「棋盤幹線公車先導計畫」更改為「鳳青幹線」，並加密班次。[6]
- 2016年1月18日，因應國際油價下跌，配合高雄市政府交通局「潛力公車路線加密班次計畫」，加密班次。[7]
- 2022年8月29日，本路線取消「鳳青幹線」名稱，改為一般路線但路線及班次不變。

## 停站
參見右側路線圖

### 備註
- 每週二因大明路夜市 16：00－23：00 班次不停靠「南京路口（南福街）」、「大明路」、「新富路口」、「鳳新高中」站位，往返均改道走南京路。
- 澄清湖休園日不停靠「澄清湖」站位。